# Parlamento d'Inghilterra
Il Parlamento d'Inghilterra (Parliament of England) fu la prima assemblea legislativa del Regno d'Inghilterra.

## Storia
Le sue radici risalgono al periodo medievale, dopo lo sbarco dei normanni in Inghilterra. Il termine "Parlamento d'Inghilterra" apparve per la prima volta in documenti ufficiali nel 1230.
Con una serie di sviluppi incrementò il proprio potere a discapito del re d'Inghilterra, fino a quando nel 1640 una guerra civile tra le fazioni dei "Parlamentaristi" di Oliver Cromwell e dei "Realisti" sostenitori di Carlo I Stuart portò all'esecuzione del re nel 1649.
Divenne, dopo l'Atto d'unione, la base principale del Parlamento di Gran Bretagna, di seguito Parlamento del Regno Unito. Ciò fa del moderno Parlamento del Regno Unito uno dei corpi legislativi più antichi del mondo, secondo solo all'Althing, e per questo motivo ci si riferisce a lui col nominativo di "Madre di tutti i parlamenti".